# ラムリー島
ラムリー島（ラムリーとう、ビルマ語: ရမ်းဗြဲကျွန်း ALA-LC翻字法: Ramʻ" brai kyvanʻ" [jœ́mbjɛ́ t͡ɕʊ̃́] ヤンビェー・チュン）は、ベンガル湾の北東部沿岸にあるミャンマー領の島である。面積ではミャンマー最大の島にあたる。

## 歴史
第二次世界大戦中には、日本軍によって一時占領された。大戦末期の1945年1月に、イギリス軍を中心とした連合国軍がマタドール作戦で奪還のため上陸、ラムリー島の戦い（en）が発生した。
戦後は独立したミャンマー（ビルマ）の領土となり、現在の行政区分上はラカイン州のチャウピュー郡（en）に属している。主要都市は、北岸のチャウピュー（en）と南部内陸のラムリー（en）である。チャウピューには港湾とチャウピュ空港（en）があり、ミャンマー海軍の軍港も置かれている。漁業と農業を主要産業とする。2008年時点では島内には自動車が公用の5台しかなく、チャウピューでさえ1日のうち1時間45分しか電気が使えない、静かな島であったが、後述のように、中国資本による大規模な開発が進んでいる。

## 中国・ビルマ・パイプライン
21世紀初頭になって、中華人民共和国のエネルギー資源計画にもとづき、大規模な開発が始まった。島の沖合から産出する天然ガスを中国の昆明まで輸送するため、全長1,450kmのパイプラインが建設されて、2008年には完成に近付いている。さらに、アフリカや中東から中国が輸入した石油を陸揚げして輸送するパイプラインも併設されることになり、大型船でも入港可能な港湾の掘削がチャウッピューで進められている。計画が完成すれば、中国の石油シーレーンは、危険の大きなマラッカ海峡を通過しないで済むことになる。。